# Elena Näsänen
Elena Näsänen, född 1968 i Helsingfors, är en finländsk videokonstnär. Hon är dotter till Perttu Näsänen som arbetar med film och videoinstallationer.
Näsänen studerade vid Bildkonstakademin 1992–1996 och valdes 2004 till Helsingfors konstnärsgilles första kvinnliga ordförande. Hon är samtidigt den första videokonstnären som utsetts till innehavare av posten.
 Hon har studerat vid Slade School of Fine Art i London och i den första delen av Feature Expanded training programme.
Med början från 2018 arbetar hon med ett treårigt anslag från Kone Foundation på ett projekt för att utröna effekterna av klimatförändringar med användning av olika bildtekniker.

## Konst
Tid och natur är nyckelelement i hennes verk. Tiden är  noggrant anknuten med bilder och verken verkar har en självständig tidsdimension.
Trots otillräcklig handling finns det ”stark cinematisk spänning” där “tiden kondenseras”.

Naturen spelar mer än en sekundär roll i hennes verk och ibland verkar den dominera bilden och karaktärerna. I icke-berättande verk har naturen en central roll eller är fokus i relationen mellan människorna och naturen.
“Kanske Elena Näsänen här återupplivar en modern vy över det sublima andra: naturen, eftersom den har blivit det okända andra för oss stadsbor. Endast kontrollerad av infrastruktur, som i "Drive" och exploaterad av turism som i "The Mountain", eller riskerad av industriell exploatering ("Öde landskap"), finns det fortfarande ett mysterium i naturen. Detta mysterium kan finnas i den australiska ödemarken, i de kinesiska gula bergen, eller i det finska landskapet."

## Verk på utställningar, visningar och samlingar
Elena Näsänens verk har visats på många platser i Finland och internationellt, senast på filmfestivaler i Frankrike (2017), Tyskland (2017), Korea (2015) och Turkiet (2014), i visningar av finsk videokonst i Uruguay (2018), Storbritannien (2016), Norge (2013) och Brasilien (2013), i en grupputställning i Korea (2014) och i en visningsturné i fem länder med “Bodies, Borders, Crossings” (2011–2014). I Finland har hennes videor bland annat haft preniärvisning i galleriet i Alvar Aaltomuseet (2013) och i en samlingsutställning med tre finska videokonstnärer i Helsingfors konsthall (2007).